# 한정우 (1971년생 공무원)
한정우(韓政愚,Han Jung-woo, 1971년 10월 11일 ~ ) 
- 문재인 대통령 청와대 홍보기획비서관 (1급)
- 문재인 대통령 청와대 춘추관 관장 (1급)
- 문재인 대통령 청와대 부대변인
- 문재인 대통령 청와대 국정홍보비서관실 선임행정관
- 문재인 대통령 청와대 홍보기획비서관실 선임행정관
- 더불어민주당 상근 부대변인
- 국회의원 한명숙 보좌관
- 국회의장 기획비서관
- 국회사무총장 비서실장

## 주요 이력

### 주요 전력
2012년 대선부터 2022년 대통령 퇴임까지 문재인 대통령과 처음부터 끝까지 가장 오래 일했다.   
"문 대통령의 말과 생각을 전달해온 핵심 참모다."  

- 문재인 대통령 청와대 홍보기획비서관 (1급)      
- 문재인 대통령 청와대 춘추관 관장 (1급)
- 문재인 대통령 청와대 부대변인
- 문재인 대통령 청와대 국정홍보비서관실 선임행정관
- 문재인 대통령 청와대 홍보기획비서관실 선임행정관

## = 주요 경력
- 국회사무총장 비서실장(2004년 7월 9일 ~ 2006년 4월 9일)
- 국회의장 기획비서관(2006년 6월 20일 ~ 2007 9월 9일)
- 국회의원 한명숙 보좌관(2012월 5월 30일 ~ 2014년 12월 18일)
- 더불어민주당 당무위원 겸 상근부대변인(2015년 3월 13일 ~ 2016년 9월 5일)
- 청와대 홍보기획비서관실 선임행정관(2017년 5월 9일 ~ 2018년 8월 20일)
- 청와대 국정홍보비서관실 선임행정관(2018년 8월 21일 ~ 2019년 1월 31일)
- 청와대 부대변인(2019년 2월 1일 ~ 2020년 2월 6일)
- 청와대 대변인 대리(2020년 1월 15일 ~ 2020년 2월 6일)
- 청와대 춘추관장(2020년 2월 7일 ~ 2020년 5월 31일)
- 청와대 홍보기획비서관(2020년 6월 1일 ~ 2022년 5월 9일)